# Альба, Мария Каэтана де Сильва
Мария дель Пилар Тереса Каэтана де Сильва и Альварес де Толедо (исп. María del Pilar Teresa Cayetana de Silva y Álvarez de Toledo; 10 июня 1762, Мадрид — 23 июля 1802, Мадрид) — 13-я герцогиня Альба, наследница многочисленных титулов и владений этого семейства.

## Биография
Единственная дочь Франсиско де Паула де Сильва и Альварес де Толедо (1733—1770), 10-го герцога де Уэскара (1755—1770), и Марианы дель Пилар де Сильва-Басан и Сармьенто.
Мать Каэтаны умерла вскоре после родов, а в восемь лет малышка потеряла и отца: он умер от чахотки. Каэтана Альба  стала последним представителем знаменитого кастильского рода Альба по мужской линии.
В 1770 году после смерти своего отца 8-летняя Мария Каэтана унаследовала титул герцогини де Уэскар, а в 1776 году после смерти деда — титул герцогини Альба вместе с многочисленными владениями рода Альварес де Толедо.
В истории Каэтана более всего известна как покровительница и муза великого художника Франсиско Гойя. По рассказам современников, герцогиня была женщиной необычайной красоты, шарма, интеллигентности и остроумия. В 12 лет старшие родственники выдали её замуж за Хосе Марию Альвареса де Толедо и Гонзага (1756—1796), 15-го герцога Медина-Сидония (в 1779—1796), главу одного из знатнейших родов Испании. Они оба были покровителями Гойи и в своём дворце в Мадриде сделали ему студию. Брак герцогини Альба остался бездетным. Её муж внезапно умер в 40-летнем возрасте — как, впоследствии, и она сама.
С Гойей герцогиню связывали продолжительные отношения, вероятнее всего, любовные. Долго муссировались слухи, что именно герцогиня послужила натурщицей знаменитых «Мах» Гойи, что, в особенности в случае «Махи обнажённой», воспринималось её аристократическими родственниками в штыки.
В 1945 году, с целью опровержения этой легенды, семья Альба вскрыла гробницу, чтобы измерить кости герцогини и доказать, что её пропорции (и длина костей), не совпадают с пропорциями Махи. Но так как могилу уже вскрывали, и тело герцогини выбрасывали наполеоновские солдаты, то в его нынешнем состоянии измерения провести не удалось. Легенда опять осталась неопровергнутной.
После смерти герцогини Альбы, обе «Махи» (обнажённая и одетая) и висевшая рядом с ними во дворце «Венера с зеркалом» были, под нажимом короны, проданы наследниками Каэтаны фавориту королевы, Мануэлю Годою. Другое полотно из собрания герцогини, «Мадонна Альба», оказалось в доме её лекаря.

## В кинематографе и на телевидении
- Ава Гарднер в «Обнажённая Маха[англ.]» (1958)
- Оливера Вуко[англ.] в «Гойя, или Тяжкий путь познания» (1971)
- Марибель Верду в «Гойя в Бордо[англ.]» (1999)
- Лаура Моранте в телесериале «Гойя[исп.]» (1985)
- Эллен Швиерс в «Гойя» (1969)
- Виктория Вергара[итал.] в «Гойя[итал.]» (1986)